# 娜塔莉·科尔
娜塔莉·玛丽亚·科尔（英語：Natalie Maria Cole，1950年2月6日—2015年12月31日）是美国歌手、词曲作者、演员，美国知名歌手、爵士乐钢琴家纳·京·科尔之女。
娜塔莉·科尔最初为R&B歌手，在二十世纪七十年代中期开始出名。她于1975年发行首张专辑《Inseparable》，其中收录单曲〈This Will Be〉、〈Inseparable〉。专辑获得较高关注，让科尔获得第18届格莱美奖最佳新人奖项，她也是首位获得该奖项的R&B歌手和非洲裔歌手。科尔之后发行了数张R&B专辑，〈Sophisticated Lady〉（1976年）、〈I've Got Love on My Mind〉、〈Our Love〉（1977年）成为美国热门单曲。1987年，科尔在专辑《Everlasting》转向流行音乐。九十年代起，她开始演唱其父创作的传统流行音乐。《Unforgettable... with Love》（1991年）是科尔最受欢迎的专辑，它被美国唱片业协会认证为7×白金专辑，并赢得了第34届格莱美奖的年度专辑奖项，科尔也是首位获得该奖项的非洲裔女歌手。
科尔在全世界范围内共售出3000万张专辑。她一共获得9项格莱美奖，并提名一次黄金时段艾美奖。此外，她还在1999年获得歌曲作者名人堂的热门歌曲创造者奖，并在好莱坞星光大道拥有自己的星星。

## 音乐作品
录音室专辑
- 《Inseparable（英语：Inseparable (album)）》（1975年）
- 《Natalie（英语：Natalie (Natalie Cole album)）》（1976年）
- 《Unpredictable（英语：Unpredictable (Natalie Cole album)）》（1977年）
- 《Thankful（英语：Thankful (Natalie Cole album)）》（1977年）
- 《I Love You So》（1979年）
- 《Don't Look Back（英语：Don't Look Back (Natalie Cole album)）》（1980年）
- 《Happy Love（英语：Happy Love）》（1981年）
- 《I'm Ready（英语：I'm Ready (Natalie Cole album)）》（1983年）
- 《Dangerous（英语：Dangerous (Natalie Cole album)）》（1985年）
- 《Everlasting（英语：Everlasting (Natalie Cole album)）》（1987年）
- 《Good to Be Back（英语：Good to Be Back）》（1989年）
- 《Unforgettable... with Love（英语：Unforgettable... with Love）》（1991年）
- 《Take a Look（英语：Take a Look (Natalie Cole album)）》（1993年）
- 《Holly & Ivy（英语：Holly & Ivy）》（1994年）
- 《Stardust（英语：Stardust (Natalie Cole album)）》（1996年）
- 《Christmas with You》（1998年）[7]
- 《Snowfall on the Sahara（英语：Snowfall on the Sahara）》（1999年）
- 《The Magic of Christmas（英语：The Magic of Christmas (Natalie Cole album)）》（与伦敦交响乐团合作，1999年）
- 《Ask a Woman Who Knows（英语：Ask a Woman Who Knows）》（2002年）
- 《Leavin'（英语：Leavin' (album)）》（2006年）
- 《Still Unforgettable（英语：Still Unforgettable）》（2008年）
- 《Caroling, Caroling: Christmas with Natalie Cole（英语：Caroling, Caroling: Christmas with Natalie Cole）》（2008年）
- 《Natalie Cole en Español（英语：Natalie Cole en Español）》（2013年）